# Carboneras
Carboneras – gmina w Hiszpanii, w prowincji Almería, w Andaluzji, o powierzchni 95,46 km². W 2011 roku gmina liczyła 8081 mieszkańców.